# Herre, vår Herre, hur härligt är ditt namn
Herre, vår Herre, hur härligt är ditt namn är en psalm med text ur Psaltaren och musik skriven 1987 av Lennart Jernestrand.

## Publicerad i
- Segertoner 1988 som nr 329 under rubriken "Lovsång och tillbedjan".[1]